# Ким Сан Гю
Ким Сан Гю (кор. 김상규, род. 20 мая 1960) — южнокорейский борец греко-римского стиля, чемпион Азии и Азиатских игр, призёр Олимпийских игр.

## Биография
Родился в 1960 году. В 1984 году принял участие в Олимпийских играх в Лос-Анджелесе, но занял там лишь 8-е место. В 1986 году стал чемпионом Азиатских игр. В 1988 году завоевал бронзовую медаль Олимпийских игр в Сеуле. В 1989 году выиграл чемпионат Азии.